# Blacksåsvallen
Blacksåsvallen  är en fäbodvall i Forsa socken i Hudiksvalls kommun, Hälsingland.
Fäboden med anor från medeltiden består idag av 12 stugor samt en sommaröppen servering. Omkring 1940 upphörde den aktiva fäboddriften.
Blacksåsvallen ligger vid foten av Blacksåsberget och båda är omnämnda i Selma Lagerlöfs bok Nils Holgerssons underbara resa genom Sverige.